# Llista de muntanyes de la Ribera Alta
Llista de muntanyes a la comarca de la Ribera Alta, al País Valencià.
| Nom                      | Altura | Municipi        | Unitat de relleu     | Coordenades                                            | Foto |
| ------------------------ | ------ | --------------- | -------------------- | ------------------------------------------------------ | ---- |
| Alto de los Cuchillos    | 790 m. | Tous            | Serra del Cavalló    | 39° 15′ 49″ N, 0° 41′ 29″ O / 39.2635088°N,0.6913322°O |      |
| Alto de los Cuchillos    | 790 m. | Catadau         | Serra del Cavalló    | 39° 15′ 49″ N, 0° 41′ 29″ O / 39.2635088°N,0.6913322°O |      |
| la Grenya                | 653 m. | Llombai         | Serra del Cavalló    | 39° 16′ 23″ N, 0° 40′ 53″ O / 39.273095°N,0.6814728°O  |      |
| la Ratlla                | 626 m. | Alzira          | Serra de Corbera     | 39° 06′ 11″ N, 0° 18′ 39″ O / 39.1031378°N,0.31083°O   |      |
| Puntal els Germanells    | 594 m. | Alzira          | Serra de Corbera     | 39° 05′ 57″ N, 0° 18′ 17″ O / 39.0991606°N,0.3046695°O |      |
| Llom del Matxo Flac      | 585 m. | Alzira          | Serra de Corbera     | 39° 06′ 57″ N, 0° 19′ 53″ O / 39.1158327°N,0.3313966°O |      |
| Pico de la Nieve         | 569 m. | Tous            | Serra del Cavalló    | 39° 13′ 21″ N, 0° 39′ 35″ O / 39.2225622°N,0.6596859°O |      |
| Alt de les Canyes        | 543 m. | Llombai         | Serra del Cavalló    | 39° 17′ 03″ N, 0° 40′ 10″ O / 39.2842337°N,0.669573°O  |      |
| la Creu del Cardenal     | 542 m. | Alzira          | Serra de Corbera     | 39° 07′ 35″ N, 0° 20′ 51″ O / 39.1263852°N,0.3474598°O |      |
| los Alterones            | 538 m. | Tous            | Massís del Caroig    | 39° 11′ 11″ N, 0° 42′ 31″ O / 39.1863382°N,0.708507°O  |      |
| l'Ouet                   | 529 m. | Alzira          | Serra de Corbera     | 39° 06′ 42″ N, 0° 19′ 28″ O / 39.1117019°N,0.3245108°O |      |
| Alt del Trencall         | 506 m. | Catadau         | Matamon              | 39° 14′ 09″ N, 0° 32′ 14″ O / 39.2357321°N,0.5371628°O |      |
| Alt del Trencall         | 506 m. | Tous            | Matamon              | 39° 14′ 09″ N, 0° 32′ 14″ O / 39.2357321°N,0.5371628°O |      |
| Alt del Trencall         | 506 m. | Carlet          | Matamon              | 39° 14′ 09″ N, 0° 32′ 14″ O / 39.2357321°N,0.5371628°O |      |
| els Arrastradors         | 485 m. | Llombai         | Serra del Cavalló    | 39° 16′ 49″ N, 0° 39′ 24″ O / 39.2803846°N,0.6566877°O |      |
| el Veloç                 | 423 m. | Torís           | Serra de l'Ave       | 39° 19′ 23″ N, 0° 42′ 46″ O / 39.3229258°N,0.7127549°O |      |
| el Montot                | 418 m. | Sellent         |                      | 39° 02′ 44″ N, 0° 37′ 21″ O / 39.0456033°N,0.6225777°O |      |
| el Montot                | 418 m. | Cotes           |                      | 39° 02′ 44″ N, 0° 37′ 21″ O / 39.0456033°N,0.6225777°O |      |
| Pic del Besori           | 360 m. | Llombai         | Serra d'Alèdua       | 39° 18′ 11″ N, 0° 31′ 46″ O / 39.3029827°N,0.5293284°O |      |
| Muntanya de la Querència | 354 m. | Montroi         |                      | 39° 22′ 17″ N, 0° 39′ 25″ O / 39.3713865°N,0.656913°O  |      |
| Muntanya de la Querència | 354 m. | Torís           |                      | 39° 22′ 17″ N, 0° 39′ 25″ O / 39.3713865°N,0.656913°O  |      |
| Muntanya de la Querència | 354 m. | Montserrat      |                      | 39° 22′ 17″ N, 0° 39′ 25″ O / 39.3713865°N,0.656913°O  |      |
| Penya Roja               | 346 m. | Rafelguaraf     |                      | 39° 01′ 59″ N, 0° 23′ 24″ O / 39.0329685°N,0.3899557°O |      |
| el Castellet             | 343 m. | Torís           | Serra del Castellet  | 39° 22′ 40″ N, 0° 43′ 21″ O / 39.3779082°N,0.7225965°O |      |
| Alts de València         | 335 m. | Llombai         | Serra d'Alèdua       | 39° 18′ 36″ N, 0° 31′ 30″ O / 39.3099976°N,0.5251169°O |      |
| el Montot                | 316 m. | Carcaixent      | el Realenc           | 39° 05′ 26″ N, 0° 22′ 34″ O / 39.0904509°N,0.3762211°O |      |
| Lloma Llarga             | 314 m. | Antella         | Serra de Tous        | 39° 06′ 57″ N, 0° 36′ 37″ O / 39.1157989°N,0.6103685°O |      |
| Lloma Llarga             | 314 m. | Tous            | Serra de Tous        | 39° 06′ 57″ N, 0° 36′ 37″ O / 39.1157989°N,0.6103685°O |      |
| el Castellet             | 286 m. | Montserrat      |                      | 39° 21′ 50″ N, 0° 36′ 07″ O / 39.3638213°N,0.6019373°O |      |
| Alt de García            | 259 m. | Catadau         | Matamon              | 39° 15′ 15″ N, 0° 36′ 31″ O / 39.2541919°N,0.6084758°O |      |
| Lloma de Rabote          | 216 m. | Alfarb          | Serra Falaguera      | 39° 16′ 59″ N, 0° 30′ 39″ O / 39.282946°N,0.5107203°O  |      |
| Puntal Redó              | 192 m. | Benimodo        | Serra de Tous        | 39° 12′ 11″ N, 0° 35′ 38″ O / 39.2031077°N,0.5939103°O |      |
| Puntal Redó              | 192 m. | Carlet          | Serra de Tous        | 39° 12′ 11″ N, 0° 35′ 38″ O / 39.2031077°N,0.5939103°O |      |
| Puntal Redó              | 192 m. | Tous            | Serra de Tous        | 39° 12′ 11″ N, 0° 35′ 38″ O / 39.2031077°N,0.5939103°O |      |
| el Cabeço                | 181 m. | L'Énova         | Serra de Valiente    | 39° 01′ 46″ N, 0° 28′ 13″ O / 39.0294384°N,0.4701894°O |      |
| Lloma Llarga             | 180 m. | Alberic         | Serra de Tous        | 39° 06′ 24″ N, 0° 34′ 18″ O / 39.1066945°N,0.5717113°O |      |
| Lloma Llarga             | 180 m. | Gavarda         | Serra de Tous        | 39° 06′ 24″ N, 0° 34′ 18″ O / 39.1066945°N,0.5717113°O |      |
| el Cabeçut               | 161 m. | Alginet         | Serra Falaguera      | 39° 16′ 37″ N, 0° 29′ 38″ O / 39.2768545°N,0.4939296°O |      |
| Lloma dels Castellets    | 158 m. | Alfarb          | Serra d'Alèdua       | 39° 17′ 47″ N, 0° 29′ 30″ O / 39.2963552°N,0.4916842°O |      |
| Creueta Alta             | 149 m. | Antella         | Serra de Tous        | 39° 05′ 07″ N, 0° 35′ 46″ O / 39.0853299°N,0.5959891°O |      |
| Llometes del Comte       | 140 m. | Carlet          | Serra d'Alèdua       | 39° 16′ 07″ N, 0° 30′ 19″ O / 39.2686555°N,0.5052781°O |      |
| Llometes del Comte       | 140 m. | Alfarb          | Serra d'Alèdua       | 39° 16′ 07″ N, 0° 30′ 19″ O / 39.2686555°N,0.5052781°O |      |
| Llometes del Comte       | 140 m. | Alginet         | Serra d'Alèdua       | 39° 16′ 07″ N, 0° 30′ 19″ O / 39.2686555°N,0.5052781°O |      |
| la Serratella            | 126 m. | la Pobla Llarga |                      | 39° 04′ 46″ N, 0° 26′ 19″ O / 39.0794286°N,0.4386474°O |      |
| la Serratella            | 126 m. | Carcaixent      |                      | 39° 04′ 46″ N, 0° 26′ 19″ O / 39.0794286°N,0.4386474°O |      |
| el Castellet             | 124 m. | Castelló        |                      | 39° 03′ 20″ N, 0° 31′ 10″ O / 39.0555477°N,0.5194652°O |      |
| Lloma del Baladre        | 121 m. | L'Énova         | Serra de Valiente    | 39° 02′ 53″ N, 0° 29′ 20″ O / 39.047975°N,0.488959°O   |      |
| Lloma del Baladre        | 121 m. | Manuel          | Serra de Valiente    | 39° 02′ 53″ N, 0° 29′ 20″ O / 39.047975°N,0.488959°O   |      |
| els Saladars             | 116 m. | Manuel          | Serra de les Salines | 39° 03′ 07″ N, 0° 30′ 38″ O / 39.0518766°N,0.5104868°O |      |
| els Saladars             | 116 m. | Castelló        | Serra de les Salines | 39° 03′ 07″ N, 0° 30′ 38″ O / 39.0518766°N,0.5104868°O |      |
| Alt de la Bateria        | 96 m.  | Gavarda         |                      | 39° 05′ 20″ N, 0° 32′ 29″ O / 39.088832°N,0.541402°O   |      |
| Alt de la Bateria        | 96 m.  | Alberic         |                      | 39° 05′ 20″ N, 0° 32′ 29″ O / 39.088832°N,0.541402°O   |      |